# Angelica Garnett
Angelica Vanessa Garnett, nata Bell (25 dicembre 1918 – Aix-en-Provence, 4 maggio 2012), è stata una scrittrice e pittrice britannica.
Figlia illegittima dei pittori Duncan Grant (1885-1978) e Vanessa Bell (1879-1961), sorella di Virginia Woolf, ha fatto parte del Bloomsbury Group. Vanta, per parte materna, eccellenti parentele con l'élite intellettuale britannica del diciannovesimo secolo: dal nonno Sir Leslie Stephen, alla prima fotografa dell'età vittoriana, Julia Margaret Cameron (che era una zia materna di Julia Prinsep Jackson, la madre di Virginia e Vanessa), allo scrittore William Makepeace Thackeray (che fu padre di Harriet Marian "Minnie" Thackeray, prima moglie del nonno Leslie Stephen), dai Darwin ai duchi di Bedford ai Somerset. 

## Infanzia e adolescenza
Angelica nasce dalla relazione intrecciata da Vanessa, già sposata con il critico d'arte Clive Bell con Duncan Grant, pittore discendente dall'aristocrazia scozzese e imparentato con gli Strachey, che dallo scoppio della prima guerra mondiale condivideva con Vanessa lo studio a Bloomsbury, Londra, e la casa di campagna di Charleston, vicino a Firle, nel Sussex, frequentata da personalità del Bloomsbury Group come Maynard Keynes, Roger Fry e Lytton Strachey, ma anche Lady Ottoline Morrell e Vita Sackville-West. La zia, Virginia Woolf, viveva a Rodmell, a pochi chilometri di distanza. 
La paternità di Duncan Grant fu tenuta segreta per molti anni dato che Clive riconobbe Angelica come sua figlia, soprattutto per non irritare la propria famiglia conservatrice. La vera paternità fu rivelata ad Angelica dalla madre dopo la morte nella guerra civile spagnola del fratellastro Julian Bell, nel 1937. Oltre a Julian, Angelica ha avuto un secondo fratellastro, Quentin Bell (1910-1996) biografo e storico dell'arte.

## Attività artistica e matrimonio
Sul finire degli anni trenta, Angelica si interessa alla recitazione, sotto la guida di Michel Saint-Denis e Jacques Copeau, allo studio del violino e alla pittura. Nel 1935 interpreta l'attrice Ellen Terry nella rappresentazione della commedia Freshwater di Virginia Woolf.
Negli stessi anni frequenta il celebre scrittore inglese David Garnett, di ventisei anni maggiore di lei, e già amante del padre biologico Duncan Grant, sposandolo un anno dopo la morte di Virginia Woolf, nel 1942, e successivamente separandosi. Dal matrimonio sono nate quattro figlie: Amaryllis Virginia Garnett (1943-1973), attrice, la scrittrice Henrietta Garnett (1945-2019); le gemelle Nerissa Garnett (1946-2004) e Frances Garnett (1946). 
Angelica Garnett visse gli ultimi 30 anni della sua vita a Forcalquier nel Sud della Francia. Muore a Aix-en-Provence il 4 maggio 2012.

## Autobiografia e memorie
Dopo avere abbandonato la recitazione, si è dedicata principalmente alla pittura e all'illustrazione, realizzando più copertine per i volumi della Hogarth Press di Leonard Woolf e per Chatto & Windus. Sue opere sono state battute all'asta da Christie's e Sotheby's. A partire dagli anni ottanta, con il trasferimento nel Sud della Francia, Angelica Garnett si è dedicata alla scrittura, pubblicando nel 1985 l'autobiografia Deceived with Kindness (Ingannata con Dolcezza).  Il libro ha vinto il Premio PEN/Ackerley nel 1985. Nel 2011, per Chatto & Windus, è uscita la raccolta di racconti The Unspoken Truth. 